# 중앙술라웨시주

중앙술라웨시주의 위치

중앙술라웨시주(인도네시아어: Provinsi Sulawesi Tengah)는 인도네시아의 주 가운데 하나로, 술라웨시섬 중부에 위치한다. 주도는 팔루이며 인구는 2,633,402명(2010년 기준), 면적은 68,089.83km2이다.
1964년 4월 13일에 북술라웨시주에서 분리되어 신설되었다. 북쪽으로는 고론탈로주, 남쪽으로는 남술라웨시주, 동남술라웨시주와 접하며 동쪽으로는 말루쿠 제도, 서쪽으로는 마카사르 해협과 접한다.

중앙술라웨시주의 기
중앙술라웨시주의 문장

## 인구
| 연도                                        | 인구      | ±%     |
| ------------------------------------------- | --------- | ------ |
| 1971                                        | 913,662   | —      |
| 1980                                        | 1,289,635 | +41.2% |
| 1990                                        | 1,711,327 | +32.7% |
| 1995                                        | 1,938,071 | +13.2% |
| 2000                                        | 2,218,435 | +14.5% |
| 2005                                        | 2,294,841 | +3.4%  |
| 2010                                        | 2,635,009 | +14.8% |
| 2015                                        | 2,876,689 | +9.2%  |
| 2020                                        | 2,985,734 | +3.8%  |
| Source: Badan Pusat Statistik 2010 and 2020 |           |        |